# Silverchair
Silverchair war eine Rockband aus Australien. Sie wurde in ihren Anfangsjahren meist dem Grunge zugeordnet, spätere Werke der Band lassen sich am ehesten dem groben Rahmen Alternative Rock zuweisen.

## Geschichte
Silverchair bestand aus Daniel Johns (Songwriter, Gesang, Gitarre, Klavier, Cembalo), Ben Gillies (Schlagzeug und Percussion, auf den ersten beiden Alben Co-Songwriter) und Chris Joannou (E-Bass), die sich allesamt schon aus Grundschulzeiten kennen. Anfangs musizierten die drei noch unter dem Namen „Innocent Criminals“. Sie waren stark vom Grunge beeinflusst, der in den frühen 1990ern die dominante Stilrichtung in der Rockmusik war.
Im Jahr 1994 gewann ihr Lied Tomorrow einen nationalen Demo-Wettbewerb und die Band erhielt daraufhin einen Plattenvertrag. Die Single Tomorrow brachte einen großen Erfolg mit sich und 1995 folgte das Debütalbum Frogstomp, das Silverchair wiederholt Vergleiche mit Nirvana einbrachte und sich über drei Millionen Mal verkaufte. 1997 erschien dann das zweite Album mit dem Titel Freakshow, welches vom Stil her dem ersten Album ähnelt und unter anderem die Hits Freak und The Door enthält. Beide Alben führten die Band zu weltweitem Erfolg. Mit Neon Ballroom erschien 1999 das dritte Album der Band, welches insgesamt weniger hart klingt und stellenweise mit orchestraler Untermalung überraschte, die vom Sydney Symphony Orchestra beigesteuert wurde (z. B. das Stück Emotion Sickness, bei dem David Helfgott Klavier spielt). Dieser eingeschlagene Weg fort vom geraden Rock der Anfangstage wurde auf dem vierten Werk Diorama (2002) noch konsequenter verfolgt. Einige Orchesterarrangements auf diesem Album wurden von Van Dyke Parks verfasst. Zugleich ließ der Erfolg nach. Im Jahr 2007 folgte dann das fünfte Album Young Modern. Dieses Album ist von elektronischen Einflüssen gezeichnet, wie sie Johns auch bei seinem (Elektro-)Nebenprojekt The Dissociatives (gemeinsam mit Paul Mac) erkennen ließ. Es wurde jedoch auch auf diesem Album wieder auf orchestrale Unterstützung zurückgegriffen, wofür die Tschechische Philharmonie engagiert wurde.
Johns, Kopf der Band, litt über Jahre hinweg unter Anorexie und schweren Depressionen. Mit diesen Problemen konfrontiert der Sänger seine Hörer im Stück Ana’s Song (vom Album Neon Ballroom). Als er 2002 an reaktiver Arthritis erkrankte, waren seine Energiereserven endgültig aufgezehrt. Erst 2003 konnte die Band für Diorama durch Australien touren.
Am 31. Dezember 2003 heiratete Johns seine langjährige Freundin Natalie Imbruglia. Anfang 2008 wurde die Ehe jedoch wieder geschieden.
Nach einer längeren Schaffenspause mit diversen Nebenprojekten der Bandmitglieder (Johns gründete zusammen mit Paul Mac das Projekt „I Can’t Believe It’s Not Rock!“ und später die Gruppe The Dissociatives; Gillies rief „Tambalane“ ins Leben) betrat man erstmals anlässlich des „Waveaid Festivals“ in Sydney zugunsten der Opfer des Tsunamis 2004 wieder gemeinsam die Bühne. Im Folgenden entschied man sich zu einem neuen Studioaufenthalt; gegen Ende 2006 standen erste Festivals in Australien auf dem Plan, bevor man Anfang 2007 weitere Konzerte in Nordamerika gab. Am 10. März 2007 erschien mit Straight Lines die erste Single-Auskopplung aus dem 2007er Album Young Modern. Die Single stieg direkt auf Platz 1 der ARIA Singles Charts ein. Weitere Single-Auskopplungen waren Reflections of a Sound und If You Keep Losing Sleep.
Am 25. Mai 2011 gab die Band auf ihrer offiziellen Webseite bekannt, dass die Mitglieder in Zukunft getrennte Wege gehen würden und es keine Pläne für weitere Veröffentlichungen oder Auftritte gebe. Die Trennung wurde von den Musikern als „Winterschlaf auf unbestimmte Zeit“ bezeichnet.

## Diskografie
Studioalben

| Jahr | Titel         | Höchstplatzierung, Gesamtwochen, AuszeichnungChartplatzierungen (Jahr, Titel, Platzierungen, Wochen, Auszeichnungen, Anmerkungen) | Höchstplatzierung, Gesamtwochen, AuszeichnungChartplatzierungen (Jahr, Titel, Platzierungen, Wochen, Auszeichnungen, Anmerkungen) | Höchstplatzierung, Gesamtwochen, AuszeichnungChartplatzierungen (Jahr, Titel, Platzierungen, Wochen, Auszeichnungen, Anmerkungen) | Höchstplatzierung, Gesamtwochen, AuszeichnungChartplatzierungen (Jahr, Titel, Platzierungen, Wochen, Auszeichnungen, Anmerkungen) | Höchstplatzierung, Gesamtwochen, AuszeichnungChartplatzierungen (Jahr, Titel, Platzierungen, Wochen, Auszeichnungen, Anmerkungen) | Höchstplatzierung, Gesamtwochen, AuszeichnungChartplatzierungen (Jahr, Titel, Platzierungen, Wochen, Auszeichnungen, Anmerkungen) | Anmerkungen                           |
| Jahr | Titel         | DE | AT | CH | UK | US | AU | Anmerkungen                           |
| ---- | ------------- | --- | --- | --- | --- | --- | --- | ------------------------------------- |
| 1995 | Frogstomp     | DE73 (9 Wo.)DE | — | — | UK49 Silber · (2 Wo.)UK | US9 ×2Doppelplatin · (48 Wo.)US                                                                                                   | AU1 ×6Sechsfachplatin · (50 Wo.)AU                                                                                                | Erstveröffentlichung: 27. März 1995   |
| 1997 | Freak Show    | DE42 (6 Wo.)DE | AT22 (4 Wo.)AT | CH43 (3 Wo.)CH | UK38 (2 Wo.)UK | US12 Gold · (20 Wo.)US | AU1 ×3Dreifachplatin · (50 Wo.)AU                                                                                                 | Erstveröffentlichung: 4. Februar 1997 |
| 1999 | Neon Ballroom | DE13 (30 Wo.)DE | AT13 (15 Wo.)AT | CH40 (3 Wo.)CH | UK29 Silber · (2 Wo.)UK | US50 Gold · (30 Wo.)US | AU1 ×3Dreifachplatin · (40 Wo.)AU                                                                                                 | Erstveröffentlichung: 16. März 1999   |
| 2002 | Diorama       | DE12 (5 Wo.)DE | AT13 (6 Wo.)AT | CH40 (5 Wo.)CH | UK91 (1 Wo.)UK | US91 (2 Wo.)US | AU1 ×3Dreifachplatin · (50 Wo.)AU                                                                                                 | Erstveröffentlichung: 31. März 2002   |
| 2007 | Young Modern  | — | — | — | — | US70 (2 Wo.)US | AU1 ×3Dreifachplatin · (38 Wo.)AU                                                                                                 | Erstveröffentlichung: 31. März 2007   |